# Liste koptischer Ortsnamen

## Koptische Ortsnamen in Ägypten
Die Liste enthält Ortsnamen in koptischer Sprache.
| Bezeichnung (lateinische Schrift) | Bezeichnung (koptische Schrift) | Bezeichnung (arabisch) | Bedeutung des Namens |
| --------------------------------- | ------------------------------- | ---------------------- | --- |
| Ermont                            | ⲉⲣⲙⲉⲛⲧ                          | Armant                 | Name abgeleitet von Stadt des Gottes Month                                                                              |
| Timinhor                          | Ⲧⲙⲉⲛϩⲱⲣ                         | Damanhur               | Name abgeleitet von Stadt des Horus                                                                                     |
| Pousire                           |                                 | Abu Sir Bana           | Haus (Tempel) des (Gottes) Osiris                                                                                       |
| Ho                                |                                 | Hiw                    | Name abgeleitet von Herrenhaus/Schloss                                                                                  |
| Athrebi                           |                                 | Atrib                  | Schloss im Mittelland                                                                                                   |
| Tabennesi                         |                                 | Dafani                 | Kapelle der Göttin Isis                                                                                                 |
| Pounemou                          |                                 | Tall al-Balamun        | Insel des Amun |
| Peremoun                          |                                 | Tall al-Farama         | vom Gott Amun erschaffen                                                                                                |
| Petemout                          | ⲘⲈⲦⲈⲘⲞⲨⲦ                        | Tall al-Madamud        | die Stadt die ihm die Göttin Mut geschenkt hat                                                                          |
| Sbon                              |                                 | Asfun al-Mata‘nah      | Schloss des Königs Snefru                                                                                               |
| Tbercot                           |                                 | Farshut                | Teich |
| Lehone                            |                                 | Al-Lahun               | Mündung des Sees (von Fayyum)                                                                                           |
| Phiom                             | Ⲡⲉⲓⲟⲙ                           | Al-Fayyūm              | der See |
| Sobt                              |                                 | Saft al-Hinnah         | Festung |
| Souan                             | ⲥⲟⲩⲁⲛ                           | Aswan                  | Markt |
| Tkoou                             |                                 | Qaw al-Kibli           | Hoher Berg |
| Touho                             |                                 | Taha                   | die Siedlung |
| Tehne                             |                                 | Tihna                  | die Kuppe |
| Keft                              | Ⲕⲉϥⲧ                            | Qift                   | |
| Embo                              | ⲉⲙⲃⲱ                            | Kom Ombo               | |
| Esne                              |                                 | Isna                   | |
| Sioout                            | ⲥⲓⲟⲟⲩⲧ                          | Asyut                  | |
| Manbalot                          |                                 | Manfalut               | Ort der Wolle |
| Mankapot                          |                                 | Manaqabad              | Ort der Töpfe |
| Manlau                            |                                 | Mallawi                | Ort der Kleidung |
| Aleksandria                       | ⲣⲁⲕⲟⲧⲉ                          | Alexandria             | |
| Tapotheke                         |                                 | Abutig                 | |
| Phystaton                         |                                 | al-Fustat              | |
| Tmoone                            | ⲑⲙⲟⲛⲏ                           | al-Minya               | die Residenz |
| Khmin                             |                                 | Achmim                 | |
| Petpeh                            |                                 | Atfih                  | die erste der Kühe |
| Pemdje                            |                                 | Bahariyya              | |
| Panisuf                           | Ⲡⲁⲛⲓⲥⲱϥ                         | Bani Suwaif            | |
| Hebit                             |                                 | Behbeit el-Hagar       | |
| Phelbs                            |                                 | Bilbeis                | |
| Xeos                              |                                 | Saha                   | |
| Tamiat                            |                                 | Damiette               | |
| Atbo                              |                                 | Edfu                   | |
| Tine                              |                                 | Girga                  | |
| Giza                              | ⲅⲓⲍⲁ                            | Gizeh                  | |
| Ammonia                           |                                 | Marsa Matruh           | |
| Nitria                            |                                 | Al Barnuji             | |
| Pedeme                            |                                 | Qasr Ibrim             | |
| Thaghos                           |                                 | al-Qusair              | |
| Kos                               | Ⲕⲱⲥ                             | al-Qusiyya             | |
| Bolbitine                         |                                 | Rosette                | |
| Philotera                         |                                 | Safaga                 | |
| Baranis                           |                                 | Sollum                 | |
| Sekhetam                          |                                 | Oase Siwa              | Palmenland |
| Serapeum                          |                                 | Sr’bium                | Tempel der Gottheit Serapis                                                                                             |
| Djanet                            |                                 | Tanis                  | |
| Tehne                             |                                 | Tihna al-Dschabal      | |
| Tuot                              |                                 | El-Tod                 | |
| Tahenet                           |                                 | Tuna el-Gebel          | |
| Troyu                             |                                 | Tura                   | |
| Kaine                             |                                 | Qina (Stadt)           | |
| Klysma                            |                                 | Sues                   | Name der unter Trajan angelegten Hafenstadt                                                                             |
| Sai                               |                                 | Sa al-Hagar            | |
| Piemro                            |                                 | Kom Gieif              | |
| Hnas                              | Ϩⲛⲏⲥ                            | Ehnasya el-Medina      | Ort des neuen Königs, den die Gottheit Herischef auswählt und ernennt                                                   |
| Abdju                             |                                 | Abidus                 | Der Name Abydos kommt vom Altgriechischen Άβυδος, den griechische Geographen von Abydos in Kleinasien übernommen haben. |
| Sihet                             | Ϣⲓϩⲏⲧ                           | Wadi El Natrun         | Messen der Herzen |
| Thmoufi                           |                                 | Temai el Amdid         | |
| Shmounein                         | Ϣⲙⲟⲩⲛⲉⲓⲛ                        | El Ashmunein           | die achte Stadt |
| Tape                              |                                 | Ṭībah                  | |
| Tentore                           |                                 | Dandara                | |
| Djeme                             |                                 | Medinet Habu           | |
| Baset                             |                                 | Tall Basṭa             | Haus der Göttin Bastet                                                                                                  |
| Pethom                            |                                 | Tell el-Maschuta       | Haus des Atum |
| Ansena                            |                                 | Sheikh Ibada           | |
| Hebit                             |                                 | Behbeit el-Hagar       | |
| Seneset                           |                                 | Nag Hammadi            | |
| Teudjo                            |                                 | El-Hibe                | |
| Pikuat                            |                                 | Abukir                 | |
| Behdet                            |                                 | Nag el-Mescheich       | |
| Saww                              |                                 | Mersa Gawasis          | |
| Onuphis                           |                                 | Mahallat Minuf         | |
| Psoi                              |                                 | El-Manscha             | |
| Schashotep                        |                                 | Shutb                  | |
| Dyebenute                         | 𓎀𓃀𓃘𓊹𓊖                           | Samannūd               | |
| Tahpanhes                         |                                 | Tell Defenneh          | |
| Tebtynis                          |                                 | Tell Umm el-Baragat    | |
| Ero                               |                                 | Tell el-Maschuta       | |
| Taremu                            |                                 | Tell al Muqdam         | |
| Terenuthis                        |                                 | Tarraneh               | |
| Nubet                             |                                 | Naqada (Stadt)         | |